# Streptanthella longirostris
Streptanthella es un género monotípico de plantas fanerógamas perteneciente a la familia Brassicaceae. Su única especie: Streptanthella longirostris, es originaria de Norteamérica. 

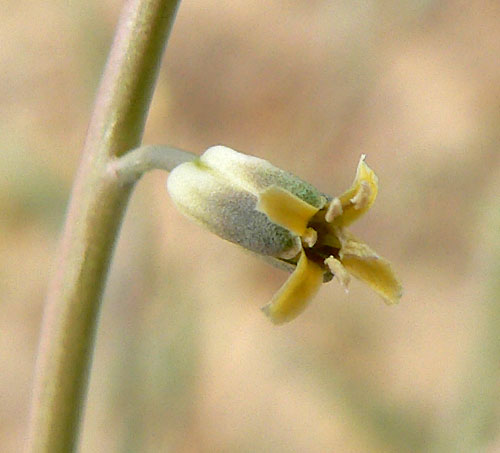
Detalle de la flor

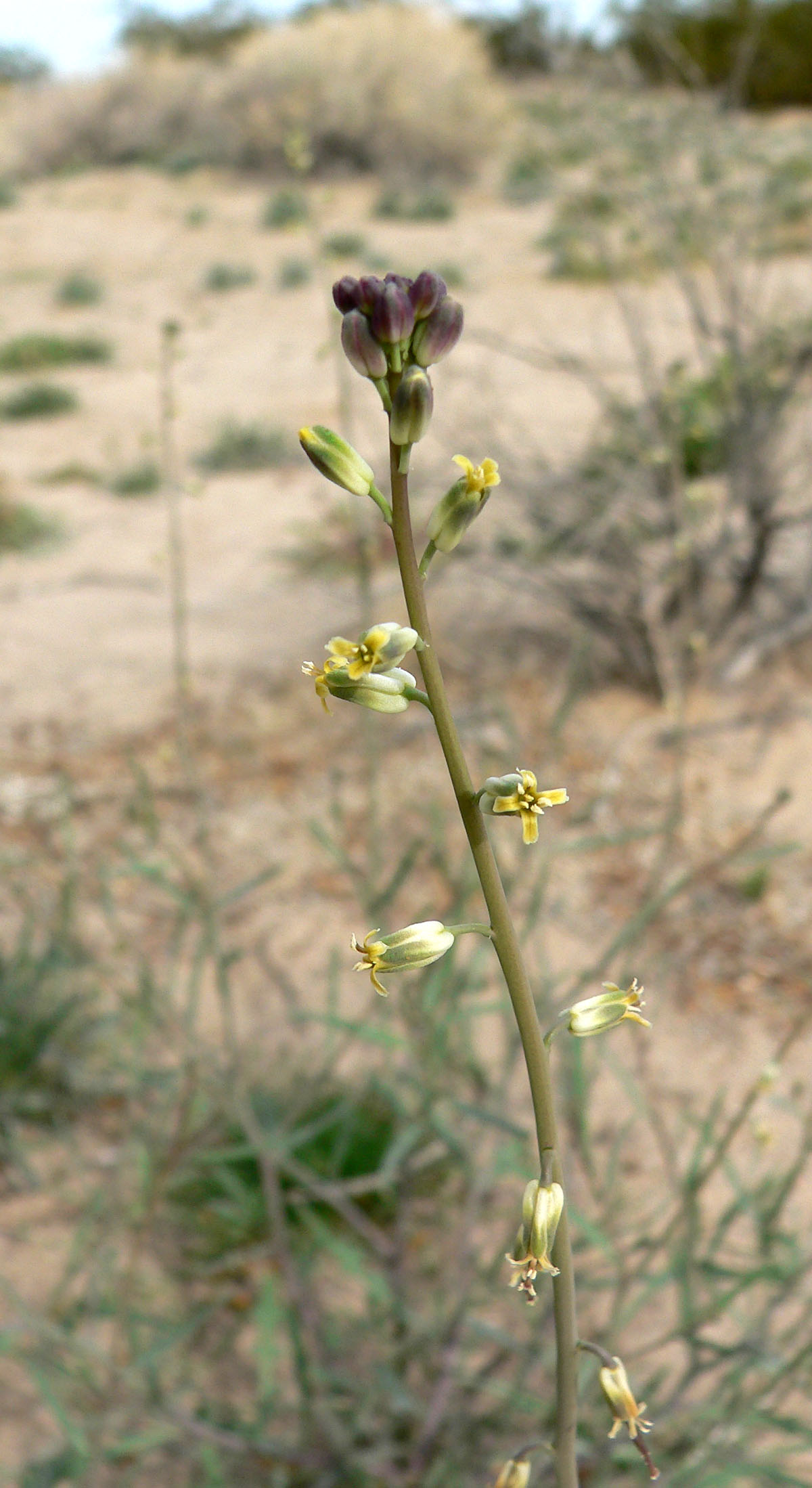
Vista de la planta

## Descripción
Son hierbas anuales, glabra en todas partes, a menudo glauca. Tallos de (1.2-) 2-6 (-7.5) dm de altura, erecta, a menudo con varias ramas ascendentes anteriores, rara vez son simples. Las   hojas basales no rosuladas, pronto se marchitan; las caulinarias inferiores, lanceoladas a oblanceoladas, de 2 - 5.5  × 0,3 - 1  completas o dentadas a sinuadas o pinnatífidas, atenuadas en la base del pecíolo; las caulinarias superiores lineales, de 1.7 - 5.8 cm ×  1.5 - 4 mm, sésiles, cuneiforme de base para atenuada, margen entero, ápice obtuso a agudo. La inflorescencia en  racimos laxos y alargados considerablemente en la fruta;  sépalos oblongo; pétalos de color blanco o amarillo, a menudo con venas violáceas, espatulados, (3.5-) 4-6 (-7) × 0.7-1.1 mm, crispados; garras oblanceolados, más larga que la lámina, 3 - 5 mm ; filamentos más largos de 3-6 mm, por lo menos el par dorsal exerto; anteras ovadas a oblongas, 0.5-1 (- 1.3) . mm   Fruta lineal, (2.5-) 3.5-6 (-7) cm × 1.5-2 (-2.2) mm,  formando una punta indehiscente a menudo contienen 1 semilla de color marrón claro, oblongas, de 2-3 x 1 - 1 0,7 (-2) mm; ala 0.3- 0.7 mm de ancho . Tiene un número de cromosomas de 2 n = 28. Floración (dependiendo de la elevación y latitud): principios de enero y finales junio 

## Hábitat
Se encuentra en los bordes de caminos, suelos de granito descompuesto, crestas arenosas, abanicos aluviales, en desiertos con artemisa y jarilla, laderas secas, suelos lavados de chaparral, secos, zonas rocosas, zonas piñoneros con enebro, en afloramientos de grava y piedra arenisca, colinas de piedra arenisca y acantilados, a una altitud de  60-2200 m.

## Distribución
Se distribuye por México (Baja California, Sonora) y Estados Unidos.

## Taxonomía
Streptanthella longirostris fue descrita por (S.Watson) Rydb. y publicado en Flora of the Rocky Mountains 1062. 1917.
Sinonimia
- Guillenia rostrata Greene
- Streptanthella longirostris var. derelicta J.T. Howell
- Streptanthus longirostris (S. Watson) S. Watson
- Thelypodium longirostre (S. Watson) Jeps.
- Thelypodium longirostris (S. Watson) Jeps.